# 蕭𧫷
蕭（？—546年9月17日），南梁昭明太子蕭統第四子，梁宣帝蕭詧之弟。
中大通三年（531年），皇太子蕭統去世。大同三年三月戊戌（537年3月29日），梁武帝封蕭為武昌郡王，食邑二千户。中大同元年七月辛酉（546年9月1日），出任東揚州刺史。當年八月丁丑（9月17日），蕭去世。
大定元年（555年），蕭之兄蕭在西魏的扶持下稱帝。